# Рачајна
Рачајна (рус. Рачайна) река је у централном делу Тверске области, на северозападу европског дела Руске Федерације. Протиче преко територије Торжочког рејона. Лева је притока реке Тиме и део басена реке Волге и Каспијског језера.
Укупна дужина водотока је 62 km, а површина сливног подручја 455 km². Под ледом је од половине децембра до почетка априла.
Током 19. века на њеним обалама су постојале бројне воденице.